# Monokromator
Monokromator je optički uređaj koji propušta samo jednu valnu duljinu svjetlosti koja na njega pada. Monokromatori se najčešće sastoje od optičke rešetke ili optičke prizme, a rjeđe od optičkog filtra. Biranjem kuta upada svjetla na optičku rešetku ili optičku prizmu može se odabrati valna duljina svjetla koju će monokromator propustiti.